# 反社会性パーソナリティ障害
反社会性パーソナリティ障害（はんしゃかいせいパーソナリティしょうがい、英語: antisocial personality disorder、ASPD）、もしくは非社会性パーソナリティ障害（ひしゃかいせいパーソナリティしょうがい、英語: dissocial personality disorder、DPD）は、社会的規範や他者の権利・感情を軽視し、人に対して不誠実で、欺瞞に満ちた言動を行い、暴力を伴いやすい傾向があるパーソナリティ障害である。
診断には、子供の頃は行為障害（素行症）であった必要がある。加齢と共に30代までに軽くなる傾向もある。

## 特徴
自己愛性パーソナリティ障害の場合は、自分は優れているのだから人を使って当然だと考えて人を利用するが、それとは異なり、欲しいものを手に入れたり、自分が単に楽しむために行うのが特徴である。人を愛する能力や優しさは欠如している上、人の顔色を窺って、騙したりする傾向もある。反社会性パーソナリティ障害の人は一種のトラブルメーカーに当たり、アルコール依存症、薬物依存症、性的倒錯、犯罪といった問題を起こしやすい傾向があるとされる。事故、虐待、ストレス等で脳に損傷を受けたことで反社会性パーソナリティ障害を発症する場合があるが、これは外傷性脳損傷やストレスによる前頭前皮質の機能不全で起こるものと推測される。

## 診断

### アメリカ精神医学会
診断基準Bにより、18歳以上である。診断基準Cにより、15歳以前に、行為障害の証拠がある。診断基準Dによって統合失調症や躁病エピソードが原因ではない。
そして、診断基準Aが行動の記述的形式であり
- A1.法律にかなって規範に従うことができない、逮捕に値する行動
- A2.自己の利益のために人を騙す
- A3.衝動的で計画性がない
- A4.喧嘩や暴力を伴う易刺激性
- A5.自分や他人の安全を考えることができない
- A6.責任感がない
- A7.良心の呵責がない

ということのうち、15歳以来において3つ以上呈している。慢性的でもあるが、加齢と共に30代までに軽くなる傾向にもあり寛解することもある。それは特に犯罪行為においてであるが、薬物使用なども減少してくる。
診断には、子供の頃は行為障害であった必要がある。
なお、パーソナリティ障害の診断は、特定のパーソナリティの特徴が成人期早期までに明らかになっており、薬物やストレスなど一過性の状態とも区別されており、臨床的に著しい苦痛や機能の障害を呈している必要がある。

### ICD
ICD-10精神と行動の障害においては、F60.2非社会性パーソナリティ障害である。行為障害である場合には除外される。
ICD-10もまた、いかなるパーソナリティ障害の診断においてもパーソナリティ障害の全般的診断ガイドラインを満たすことを求めている。

## 疫学
一般人口における有病率は、男性3%、女性1%ほどとされるが、男性のほうが多く診断されやすいのは、男性の場合は境界性パーソナリティ障害を患っても反社会性パーソナリティ障害と診断されることが多いためではないかとみられる。
以下に他のパーソナリティ障害との鑑別点を示す。
境界性パーソナリティ障害
反社会性パーソナリティ障害の人が後悔する場合は、自分自身にもたらされた結果においてのみであり、不安も感じないが、境界性パーソナリティ障害の人が反社会的行動をとった場合は恥や呵責、不安を感じることが多い。
自己愛性パーソナリティ障害
反社会性パーソナリティ障害と自己愛性パーソナリティ障害は人を利用し、表面的で、共感性を欠くという点で共通しているが、反社会性パーソナリティ障害は賞賛を必要としない。自己愛性パーソナリティ障害は衝動性・攻撃性を必ずしも有しておらず、社会的制裁を被るような行為障害や犯罪の既往は通常見られない

## 「反社会性」理論と差別

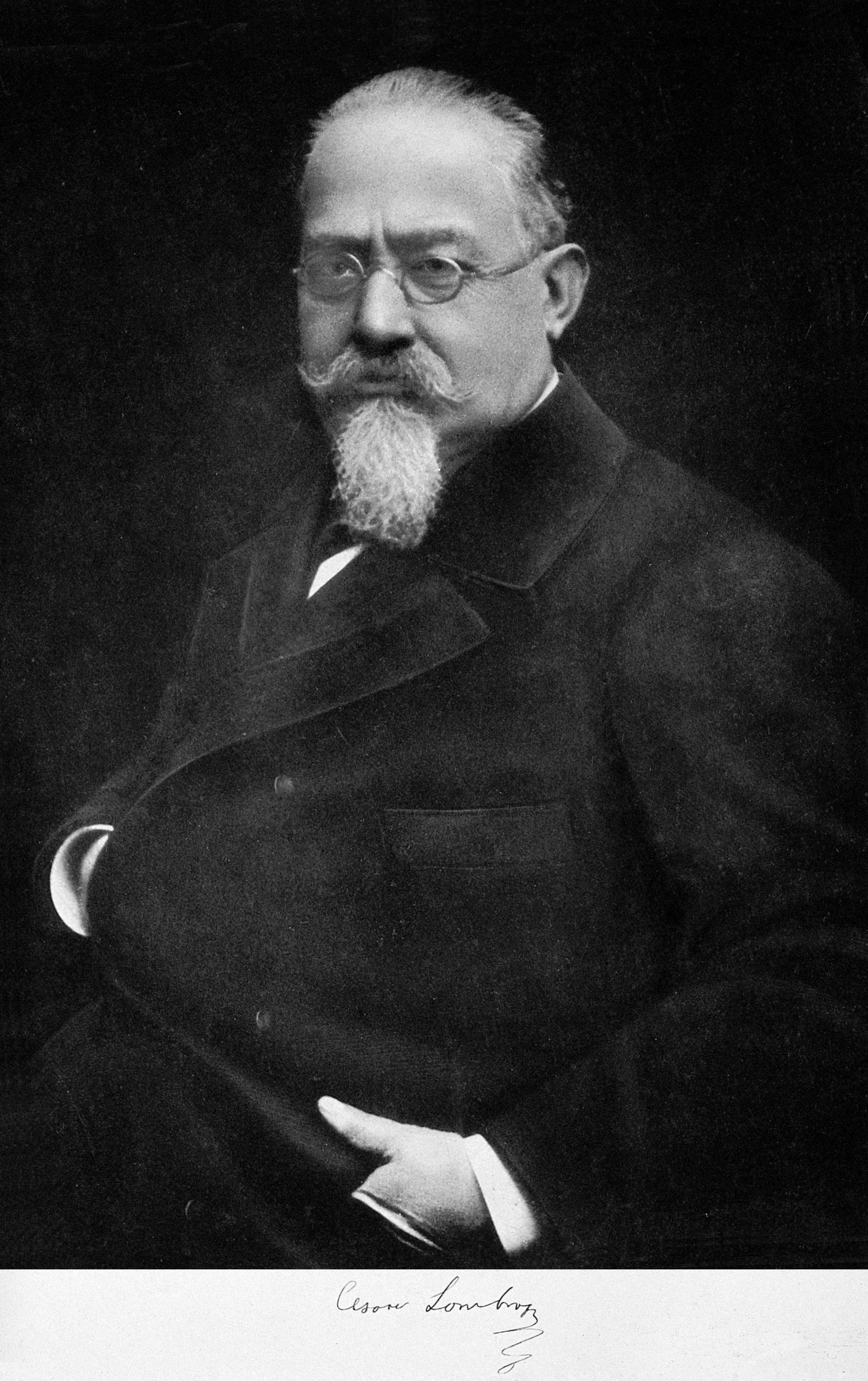
チェーザレ・ロンブローゾ

マジョリティ（多数派）集団社会の価値観に基づいて「反社会性」理論を一方的に定義した結果、特定の集団に対する不当な差別が引き起こされてきた歴史が存在する。
19世紀にイタリア系ユダヤ人のチェーザレ・ロンブローゾは、脳が生物的に退化し罪を犯しやすい精神的気質を持つ「生来性犯罪者」という概念を提唱した。「生来性犯罪者」は骨相学や観相学に基づき身体的特徴から判別できるとした。ロンブローゾは罪を犯す危険性が高い「生来性犯罪者」を罪を犯す前に事前に識別し、社会から隔離しておくのが良いとした。ロンブローゾは同性愛者も当代のヨーロッパ人よりも何世代も前の未開・野蛮な状態に先祖返りしており、そのため同性愛という異常行動に走るのだ、と説明した。
ロンブローゾは、南イタリア人は「生来性犯罪者」が多いと論じた。19世紀にイタリア統一運動が勃興したが、南イタリアを統治する両シチリア王国（シチリア・ブルボン朝）のフランチェスコ2世やローマ教皇ピウス9世はそれに否定的な態度だった。ジュゼッペ・ガリバルディによって両シチリア王国が征服されイタリア王国が成立すると、統治するブルボン朝への崇敬の念が強く、また熱心なキリスト教信者が多い南イタリアでは、それに抵抗するデモや反乱・ブリガンテ（「山賊」「匪賊」と和訳される）の活動が活発化した。元々北イタリア人は南イタリア人を蔑視していたが、それらによって「野蛮な南部」という差別感情がさらに増幅された。統一政府はそれらを一律に「山賊」と呼んで弾圧した
（→イタリア統一運動#南部問題の発生を参照）。
イタリア王国宰相のカミッロ・カヴールは南イタリアを「イタリアで最も腐敗した地域」と呼んだ。
ロンブローゾ学説は南部差別に論理的根拠を与えた。ロンブローゾは数多くの犯罪者の検視に立ち会ったが、ロンブローゾ本人の言によれば「生来性犯罪者」理論はブリガンテの遺体の検視に立ち会ったときに思いついたものであるという。ロンブローゾはイタリア北部住民と南部住民では「人種」に違いがあり、「金髪」の人物が多い北部では犯罪発生率が少なく、「金髪」の人物が少ない南部では犯罪発生率が多いと論じた。
ロンブローゾに師事したエンリコ・フェリはロンブローゾ学説を発展させ「生まれながらの犯罪者」という概念を強調した。フェリは、北部住民はゲルマン人・スラブ人・ケルト人の血を引き、南部住民はアラブ人・フェニキア人・ギリシャ人の血を引いているが、南部住民はアフリカやオリエントの血統を引いているがゆえに犯罪率が高く、犯罪者が多いと論じた。ロンブローゾ学説の流れを汲むアルフレード・ニチェーフォロは、南部住民は罪を犯しやすい精神的気質と野蛮さゆえブリガンテやマフィア・カモッラなどの凶悪犯罪者集団を生み出してきたと論じた。そして南部住民のそれらの精神的気質を治療するためには北イタリア人による南部の「文明化」が必要だと訴えた。
皮肉にもナショナリズムによる国民統合を訴えるムッソリーニのファシスト党の全体主義体制下で、国民の分断を煽るロンブローゾ学説に基づく南部差別の論説を公言することが制限され、それは退潮した。しかし北イタリア人の南部に対する差別感情は残り、心理学者のバッタッキ（Marco Walter Battacchi）は1959年段階で北イタリア人が未だに南部に対する差別感情を抱いていることを自著で述べている。

## 関連作品
- 『悪の教典』 - 先天性の反社会性パーソナリティ障害を持つ故、道徳心が欠如したサイコキラーを主人公にしている。
- 『黒い家』 - 「菰田幸子」が反社会性パーソナリティ障害であり、保険金目的のため我が子を首吊り自殺に見せかけて殺害し、その後も障害保険金を得るため夫の両腕を切断する等、何の罪の意識も無く猟奇的行動を重ねていく様を描いている。